# IX legislatura del Parlamento de Cataluña
La IX legislatura autonómica de Cataluña se inició el jueves 16 de diciembre de 2010. Núria de Gispert, de Unión Democrática de Cataluña, fue elegida presidenta de la Cámara, siendo la primera mujer en ocupar este cargo.
La legislatura finalizó prematuramente el 2 de octubre de 2012, tras la disolución del Parlamento de Cataluña y la convocatoria de elecciones anticipadas a celebrarse el 25 de noviembre de 2012.

## Elecciones
El resultado de las elecciones fue la mayoría simple de Convergència i Unió, con 62 diputados. El Partido de los Socialistas de Cataluña con sólo 28 escaños, su peor registro, se vio forzado a dejar el Gobierno, puesto que con la suma de escaños de sus socios, Esquerra Republicana de Catalunya (10) e Iniciativa per Catalunya Verds - Esquerra Unida i Alternativa (10) no le alcanzaba para reeditar por tercera vez el tripartito. El Partido Popular logró su mejor resultado con 18 escaños. Completan el hemiciclo la coalición independentista Solidaritat Catalana per la Independència liderada por Joan Laporta, con 4 diputados, y Ciudadanos-Partido de la Ciudadanía con 3.
El parlamento catalán giró hacia una mayoría de derechas, pero Artur Mas i Gavarró sólo accedió a gobernar en minoría. Sin posibilidad de acuerdo con las izquierdas para aprobar presupuestos y leyes austeras, las abstenciones del Partido Popular en el Parlamento de Cataluña permitió la aprobación de las medidas del Gobierno de Convergència i Unió, hasta la ruptura entre estas formaciones en cuanto al pacto fiscal -el asunto central de la legislatura para Convergència i Unió- que desembocó en la convocatoria de elecciones anticipadas dos años después.

## Gobierno
Después de las elecciones al Parlamento de Cataluña del 28 de noviembre de 2010, Artur Mas de Convergència i Unió fue nombrado 129.º Presidente de la Generalidad de Cataluña el 27 de diciembre de 2010. El Gobierno de Cataluña fue constituido el 29 de diciembre de 2010 con la toma de posesión de los consejeros de Convergència i Unió y los independientes, entre ellos Ferran Mascarell que provenía del Partido de los Socialistas de Cataluña y había formado parte del Gobierno de Cataluña presidido por Pasqual Maragall, y Boi Ruiz.

## Políticas
Los nacionalistas exigían un diferente modelo de financiación autonómica. La principal promesa electoral de Artur Mas era exigir al Gobierno de España presidido desde el 21 de diciembre de 2011 por Mariano Rajoy del Partido Popular un pacto fiscal, inspirado en el concierto económico vasco o navarro.
La no consecución del concierto económico desembocó en la convocatoria de elecciones anticipadas cuando aún no se llevaban dos años de legislatura.

## Economía
La economía del periodo se va a caracterizar por una profundización de la crisis económica.

## Balance de la actividad legislativa de la legislatura
El Parlamento de Cataluña aprobó 21 leyes durante los menos de dos años que duró la legislatura, con el siguiente detalle:
•	Ley 1/2011, de 17 de febrero, de autorizaciones financieras y normas presupuestarias y tributarias durante el período de prórroga presupuestaria.
•	Ley 2/2011, de 11 de mayo, de modificación de la Ley 1/2009, de 12 de febrero, de la Autoridad Catalana de la Competencia.
•	Ley 3/2011, de 8 de junio, de modificación de la Ley 19/2010, de 7 de junio, de regulación del impuesto sobre sucesiones y donaciones.
•	Ley 4/2011, de 8 de junio, de modificación de la Ley 30/2010, de 3 de agosto, de veguerías.
•	Ley 5/2011, de 19 de julio, de modificación de la Ley 4/2008, de 24 de abril, del libro tercero del Código civil de Cataluña, relativo a las personas jurídicas.
•	Ley 6/2011, de 27 de julio, de presupuestos de la Generalidad de Cataluña para 2011.
•	Ley 7/2011, de 27 de julio, de medidas fiscales y financieras.
•	Ley 8/2011, de 27 de diciembre, de modificación de la Ley 12/2010, de 19 de mayo, del Consejo de Gobiernos Locales.
•	Ley 9/2011, de 29 de diciembre, de promoción de la actividad económica.
•	Ley 10/2011, de 29 de diciembre, de simplificación y mejora de la regulación normativa.
•	Ley 11/2011, de 29 de diciembre, de reestructuración del sector público para agilizar la actividad administrativa.
•	Ley 1/2012, de 22 de febrero, de presupuestos de la Generalidad de Cataluña para 2012.
•	Ley 2/2012, de 22 de febrero, de modificación de varias leyes en materia audiovisual.
•	Ley 3/2012, de 22 de febrero, de modificación del texto refundido de la Ley de urbanismo, aprobado por el Decreto legislativo 1/2010, de 3 de agosto.
•	Ley 4/2012, de 5 de marzo, del recurso de casación en materia de derecho civil de Cataluña.
•	Ley 5/2012, de 20 de marzo, de medidas fiscales, financieras y administrativas y de creación del impuesto sobre las estancias en establecimientos turísticos.
•	Ley 6/2012, de 17 de mayo, de estabilidad presupuestaria.
•	Ley 7/2012, del 15 de junio, de modificación del libro tercero del Código civil de Cataluña, relativo a las personas jurídicas.
•	Ley 8/2012, del 25 de junio, de modificación de los límites y la denominación de la Reserva Nacional de Caza del Alt Pallars – Aran.
•	Ley 9/2012, de 25 de julio, de modificación del texto refundido de la Ley de cajas de ahorros de Cataluña.
•	Ley 10/2012, de 25 de julio, de publicación de las balanzas fiscales.

Por otra parte, los Decretos-Leyes aprobados por el Gobierno de Cataluña y validados por el Parlamento de Cataluña ascendieron a 8, con el siguiente detalle:

•	Decreto-ley 1/2011, de 15 de febrero, de modificación de la Ley 18/2002, de 5 de julio, de cooperativas de Cataluña.
•	Decreto-ley 2/2011, de 15 de noviembre, por el que se modifica el texto refundido de la Ley de protección de los animales aprobado por el Decreto Legislativo 2/2008, de 15 de abril, y se establece un régimen provisional de captura en vivo y posesión de pájaros fringílidos para la cría en cautividad, dirigida a la actividad tradicional de canto durante el año 2011.
•	Decreto-ley 3/2011, de 20 de diciembre, de medidas urgentes en materia de tesorería.
•	Decreto-ley 4/2011, de 20 de diciembre, de necesidades financieras del sector público en prórroga presupuestaria.
•	Decreto-ley 1/2012, de 26 de junio, de medidas para cumplir el Plan económico financiero de reequilibrio de la Generalidad de Cataluña y otras necesidades derivadas de la coyuntura económico-financiera.
•	Decreto-ley 2/2012, de 25 de septiembre, sobre mejoras de la prestación económica de incapacidad temporal del personal al servicio de la Administración de la Generalidad, de su sector público y de las universidades públicas catalanas.
•	Decreto-ley 3/2012, de 16 de octubre, de reordenación urgente de determinadas garantías financieras del sector público de la Generalidad de Cataluña y de modificaciones tributarias.
•	Decreto-ley 4/2012, de 30 de octubre, de medidas en materia de horarios comerciales y determinadas actividades de promoción.